# Menhir de la Roche aux Cailles
Le menhir de la Roche aux Cailles, appelé aussi menhir de Chauville, est un menhir situé sur la commune de Nonville dans le département de Seine-et-Marne.

## Description
Le menhir est constitué d'une dalle en poudingue haute de 1,80 m et large de 2,50 m à la base pour une épaisseur de 0,35 m.